# Faro Les Éclaireurs
Les Éclaireurs ('Los Exploradores', traducido del francés) es un faro emplazado en el islote NE del conjunto de islotes Les Éclaireurs en el canal Beagle, frente a las costas de la bahía de Ushuaia, en Tierra del Fuego, Argentina.
El faro consiste en una torre ligeramente troncocónica de ladrillo, de 11 metros de altura y 3 metros de diámetro, pintada en tres franjas: roja, blanca y roja. La linterna se halla a 22,5 metros sobre el nivel del mar y emite luz de color blanco y rojo a intervalos de 5 segundos. Tiene un alcance óptico de 7,2 millas náuticas y es alimentada por paneles solares. 
El conjunto de islotes que dan nombre al faro fueron bautizados por el Capitán de Fragata Luis Fernando Martial, al mando de la expedición francesa La Romanche en los años 1882-1883.
El faro fue librado al servicio el 23 de diciembre de 1920 y en la actualidad se encuentra en funcionamiento, de forma automática, controlado a distancia y cerrado al público.

## Galería

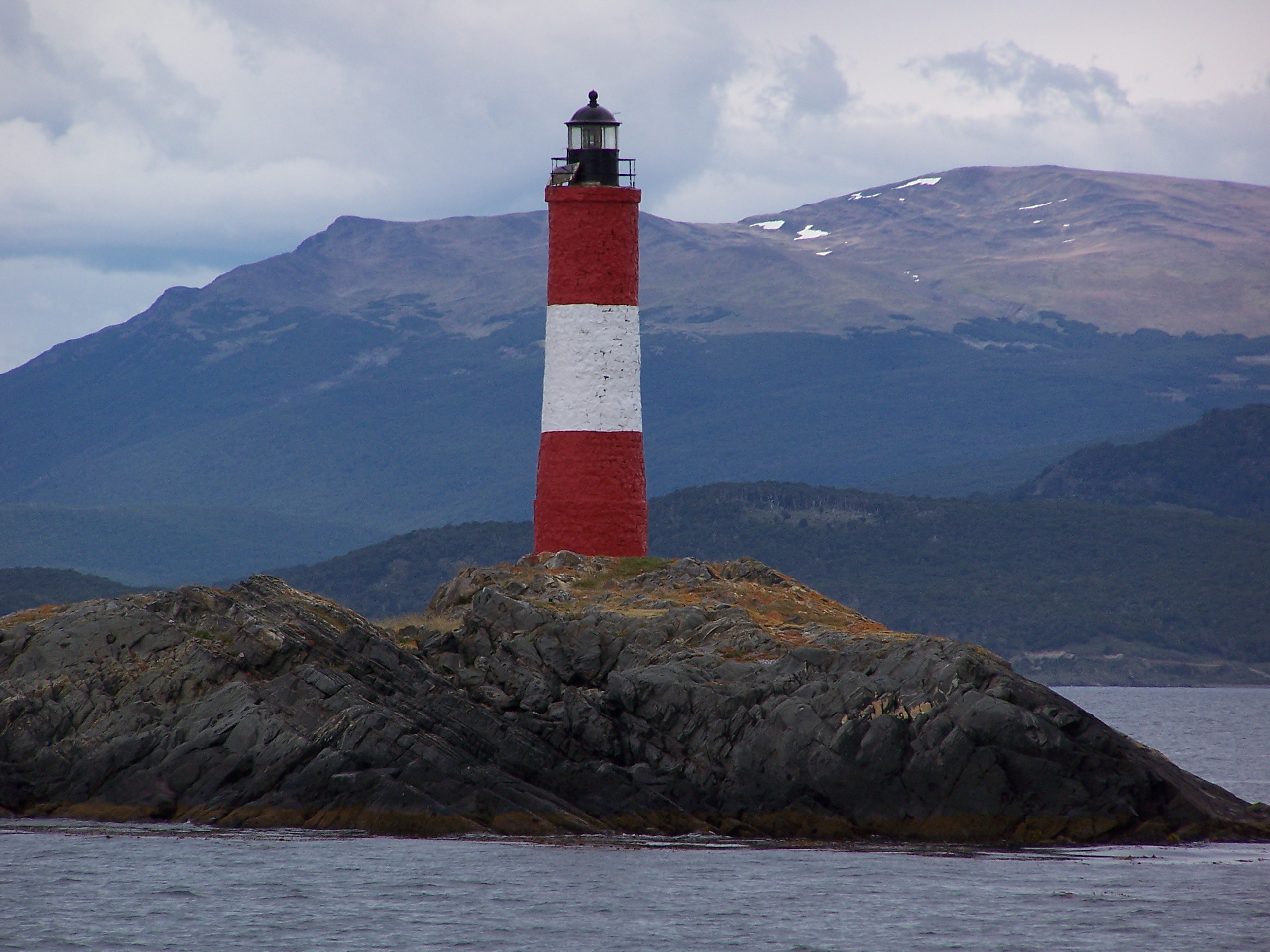
En las cercanías de Ushuaia
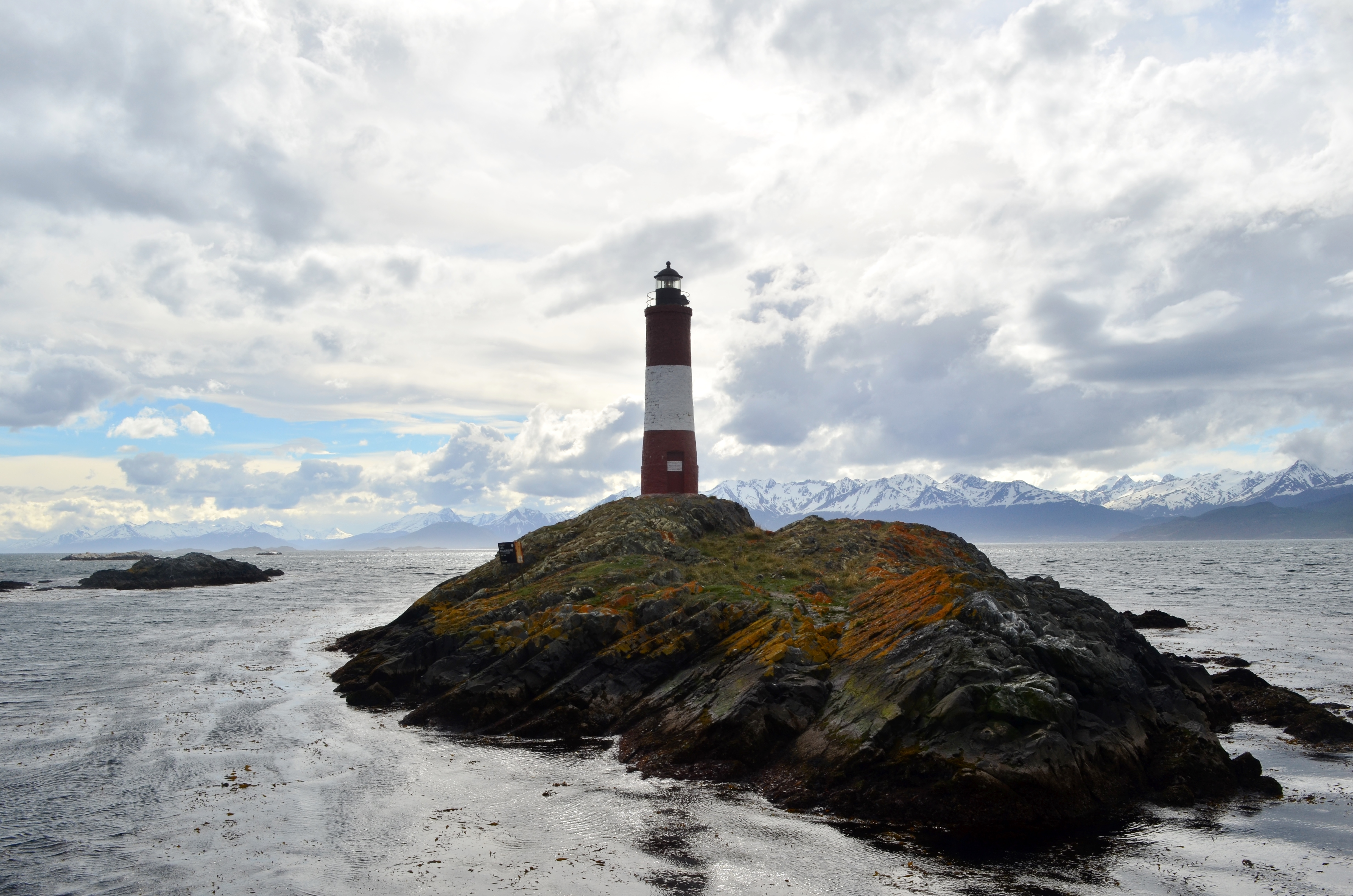
En su islote del Canal de Beagle